# Gondol (transportör)
Denna artikel handlar om en gondol på en hängfärja. För andra betydelser, se Gondol (olika betydelser)

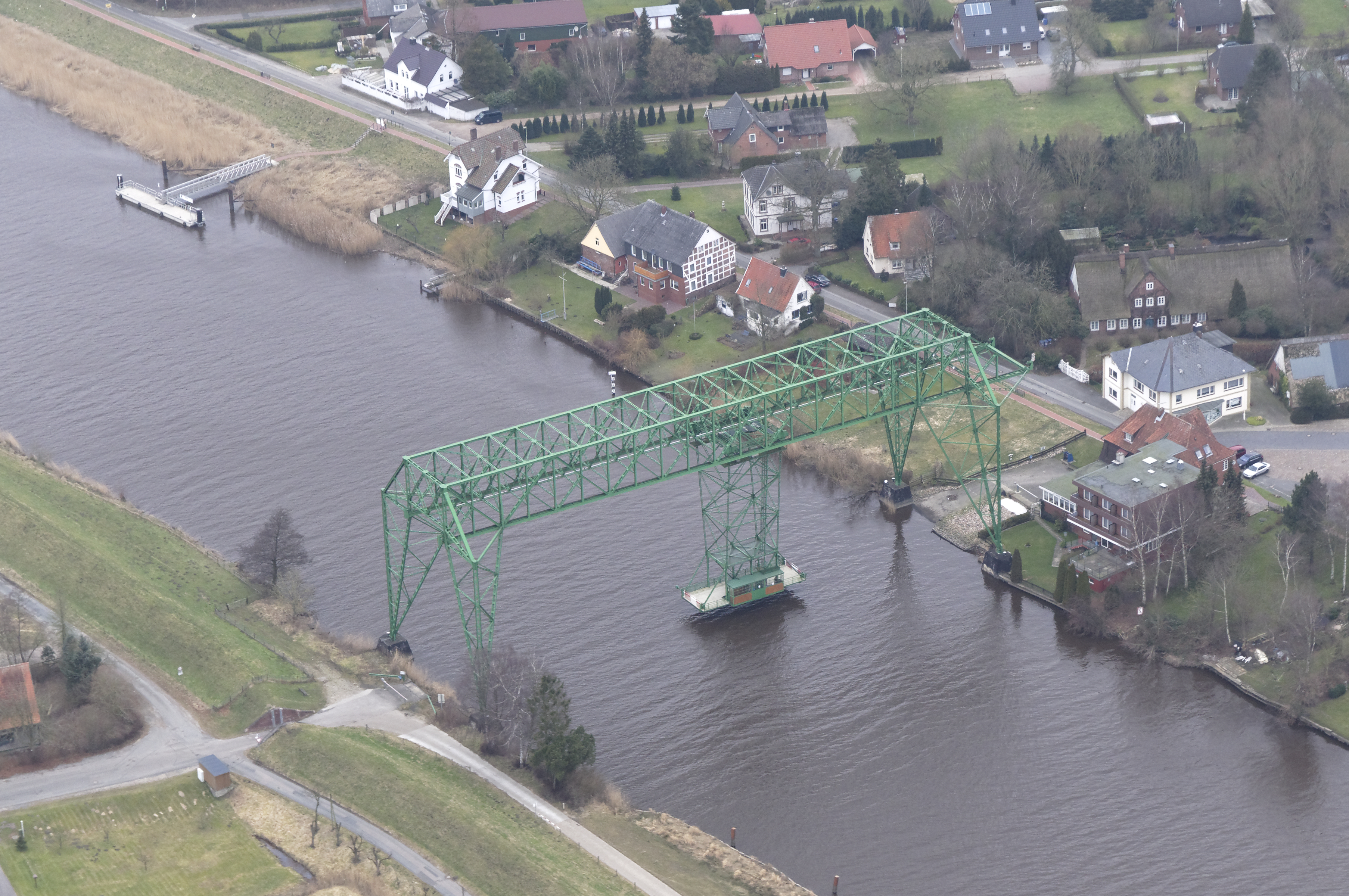
Hängfärjan i Osten med gondol.

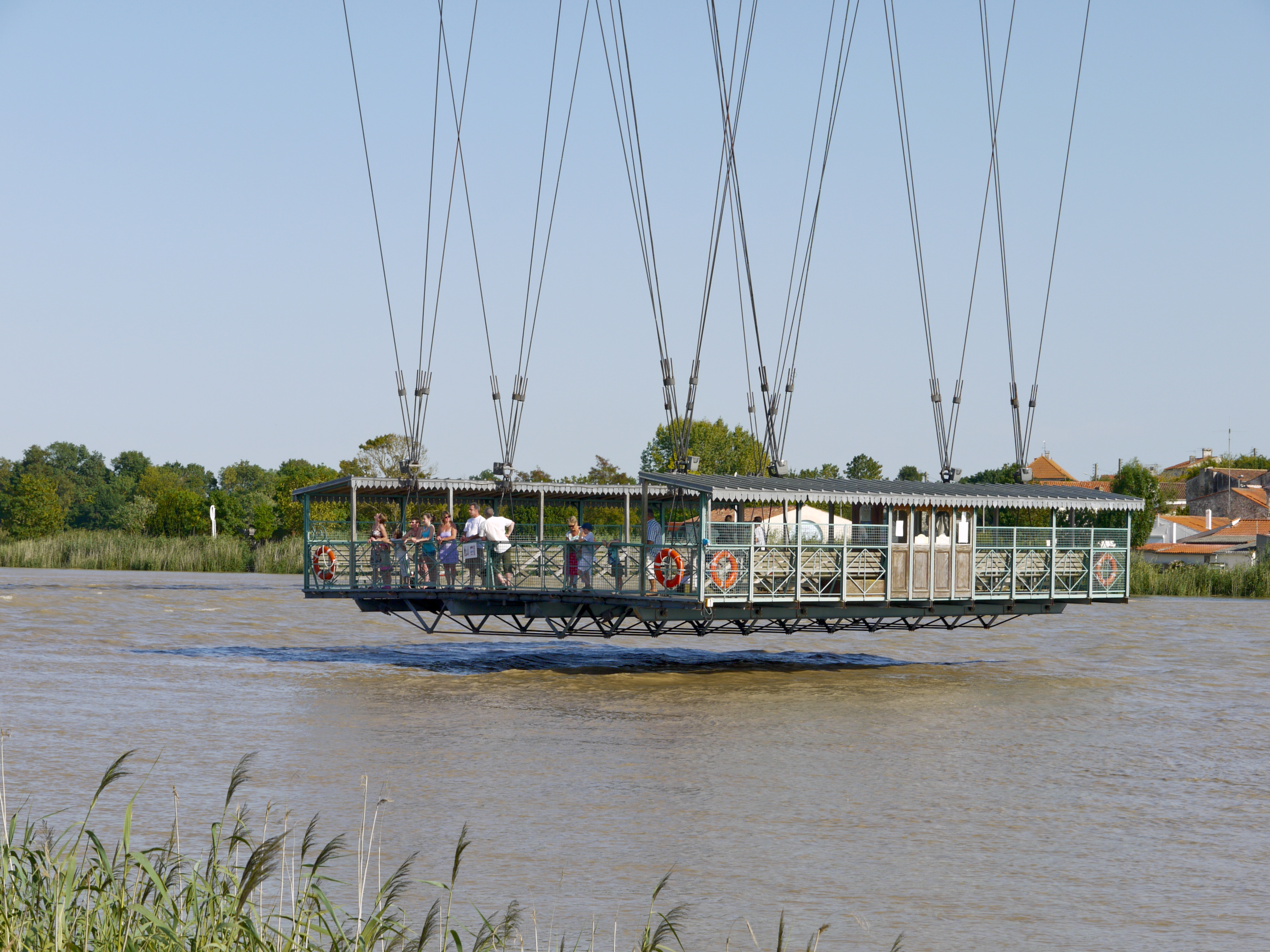
Gondolen i Hängfärjan i Rochefort-Martrou i Frankrike.

Gondol är en öppen eller täckt transportplattform, som tjänar som transportör i en hängfärja.
En hängfärja har två stålpyloner, en på varje strand, med en balkkonstruktion emellan. Vattnet korsas i gondolen, som hänger i linor eller fast under en vagn som går på räls på tvärkonstruktionen. Gondolen svävar fram en bit över vattenytan.
Den vanligaste upphängningsanordningen är vajrar mellan den rälsgående vagnen och gondolen, en konstruktion som utvecklades av Ferdinand Arnodin. Några hängfärjor, till exempel hängfärjan i Newport, hängfärjan i Osten, hängfärjan Nicolás Avellaneda i Buenos Aires och Aerial Lift Bridge i Duluth, Minnesota i USA, har gondolen fast sammansatt med rälsvagnen.

## Bildgalleri

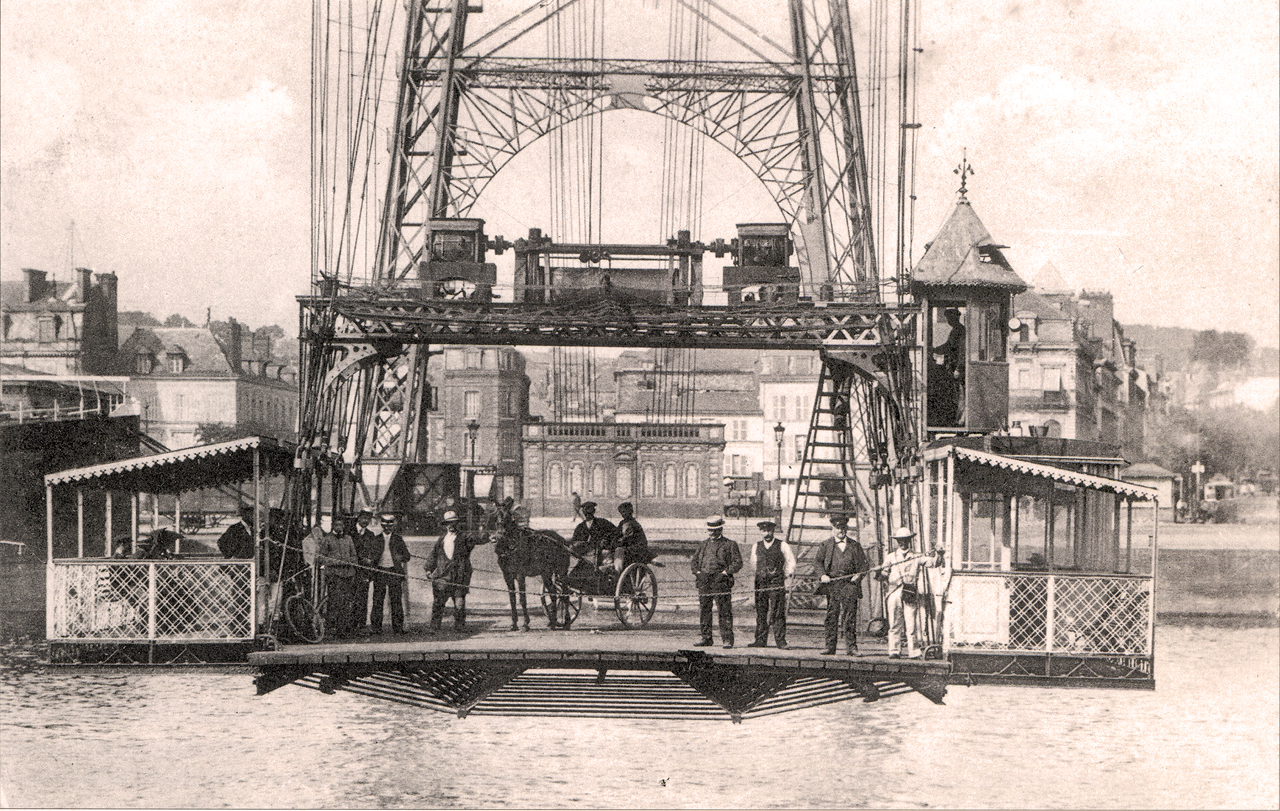
Gondolen i Hängfärjan i Rouen, 1903
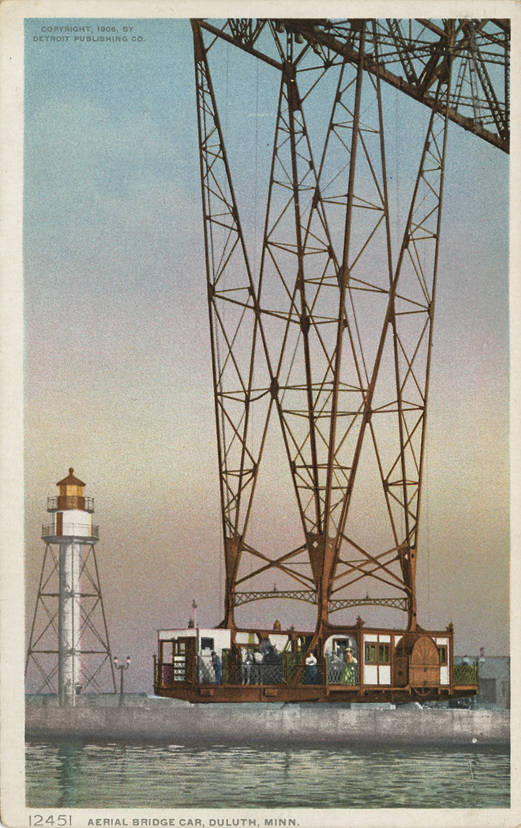
Gondolen i Aerial Lift Bridge, troligen 1900–1909
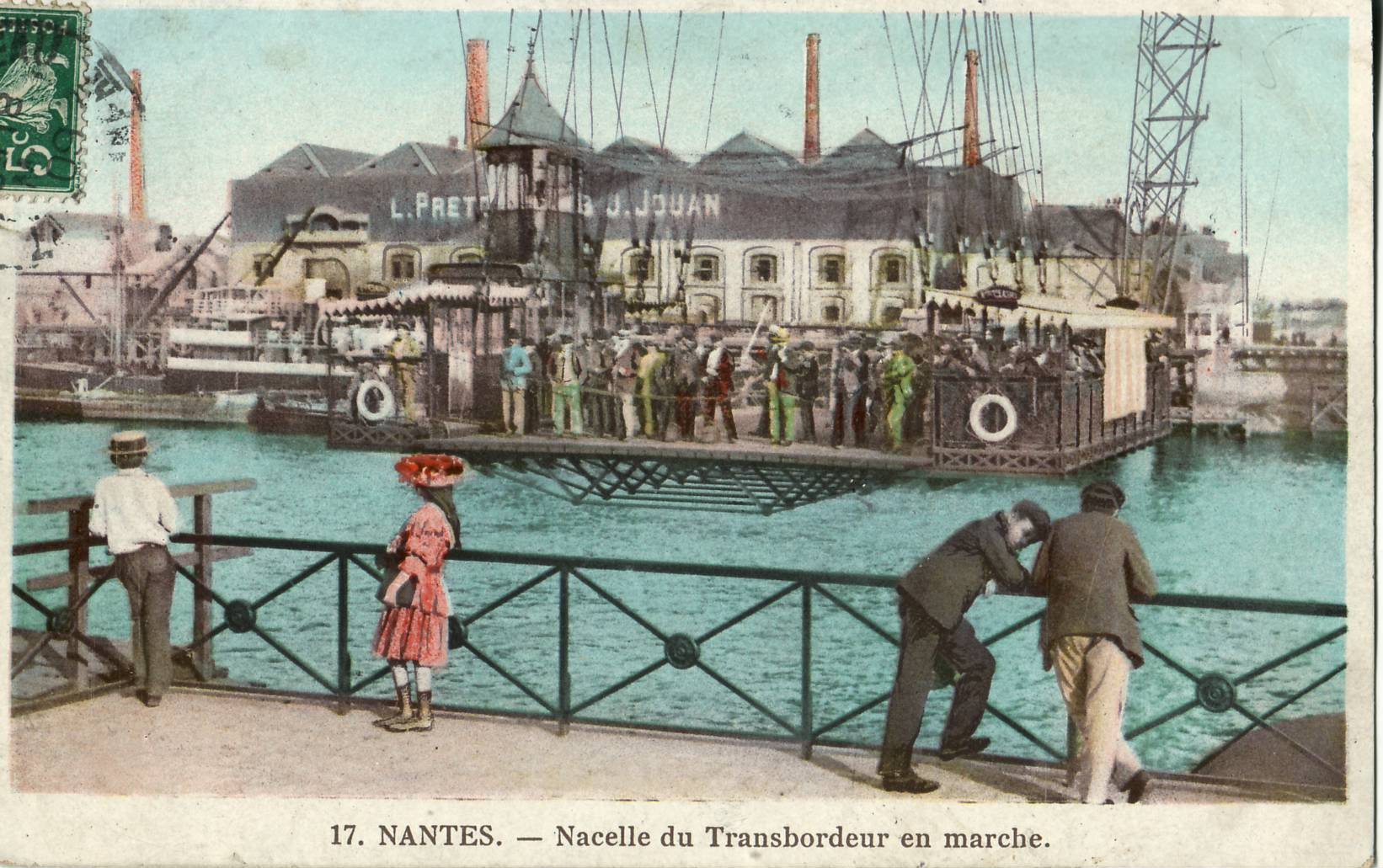
Gondolen i Hängfärjan i Nantes, före 1914
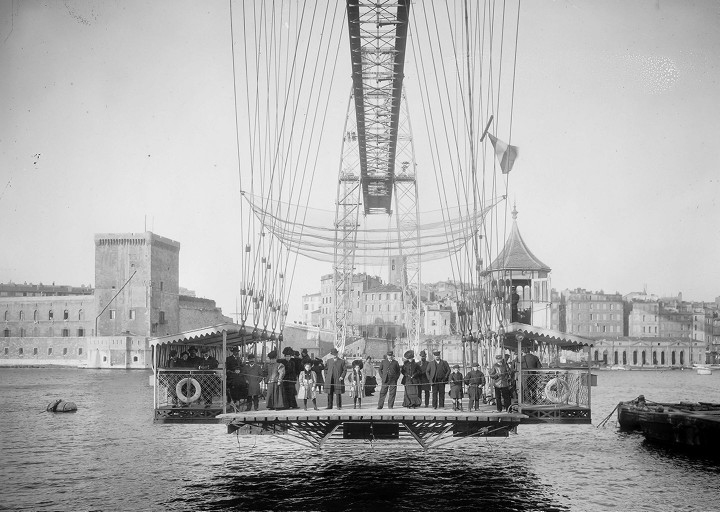
Gondolen i Hängfärjan i Marseille, mellan 1900 och 1925
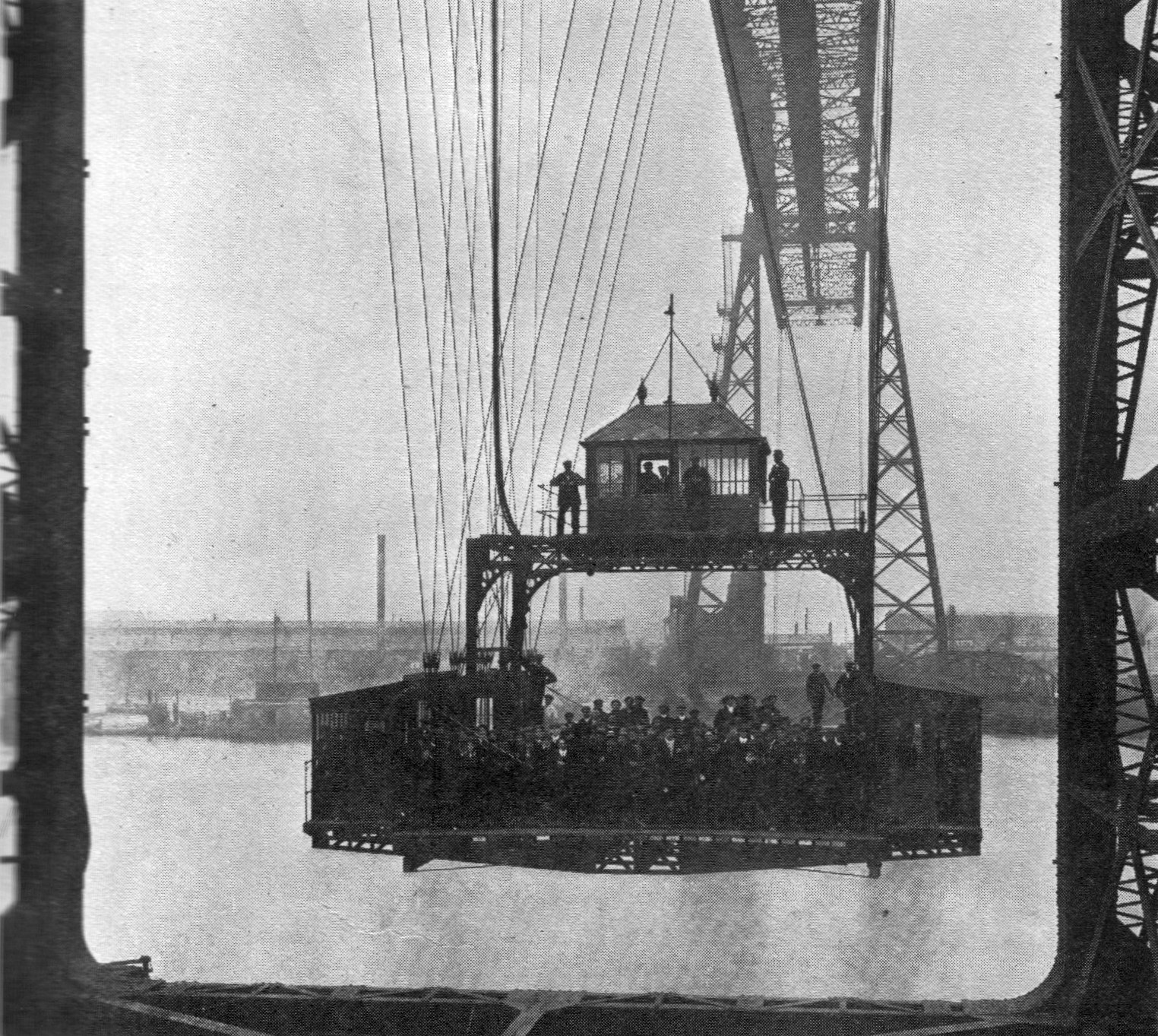
Gondolen i Hängfärjan i Middlesbrough i Storbritannien, 1931
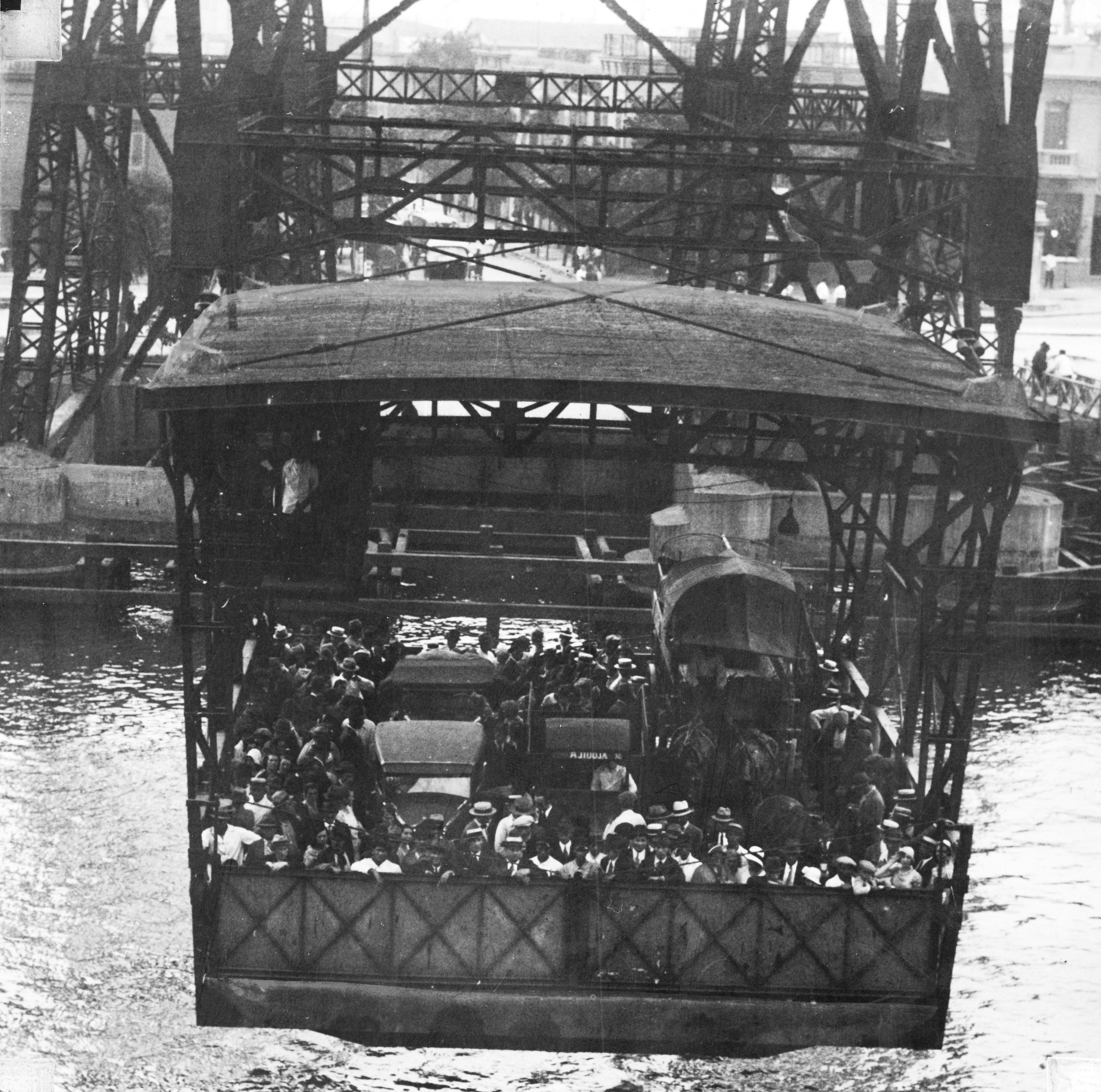
Gondolen i Hängfärjan Nicolás Avellaneda i Argentina, 1932
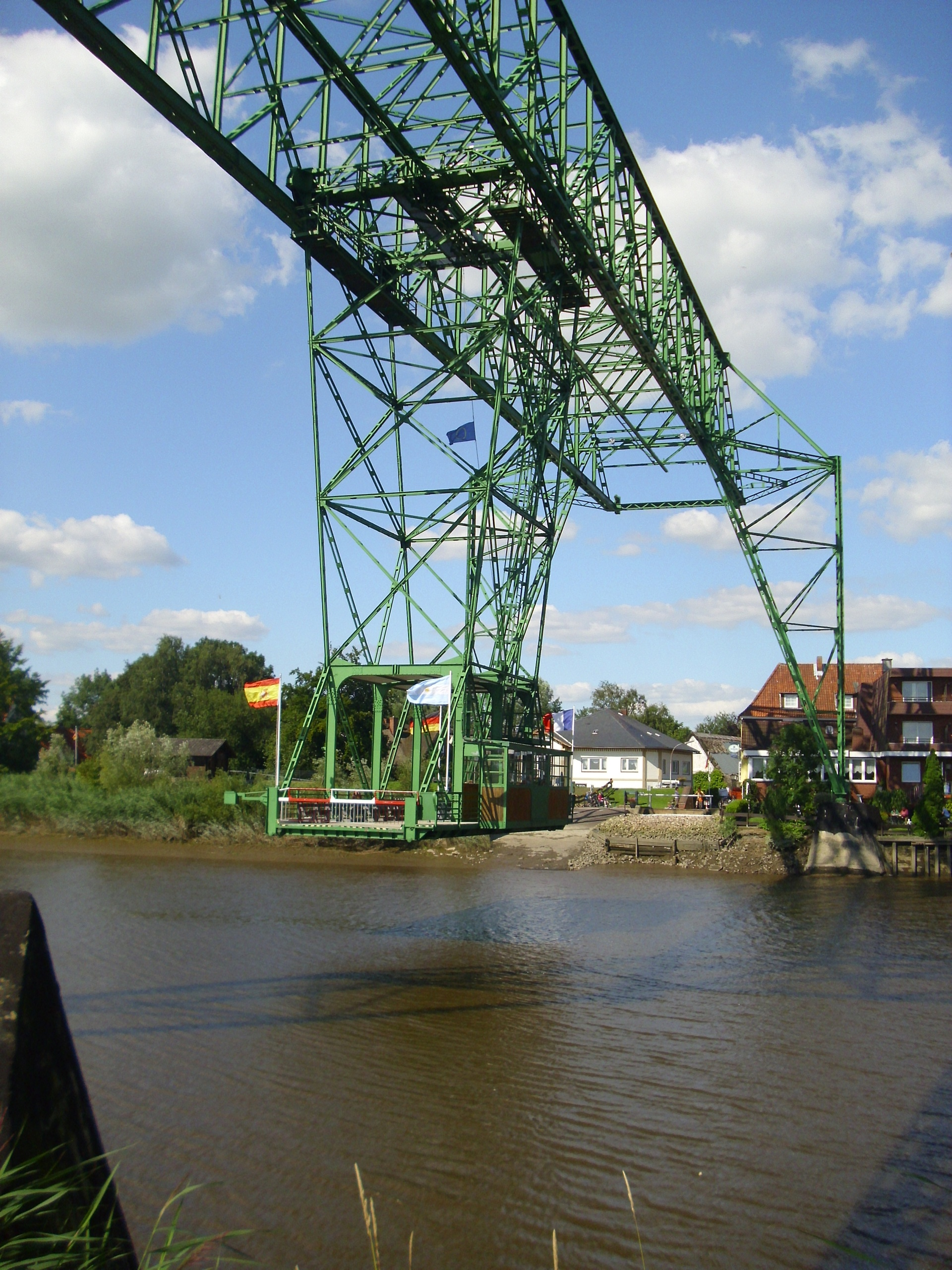
Gondolen i Hängfärjan i Osten
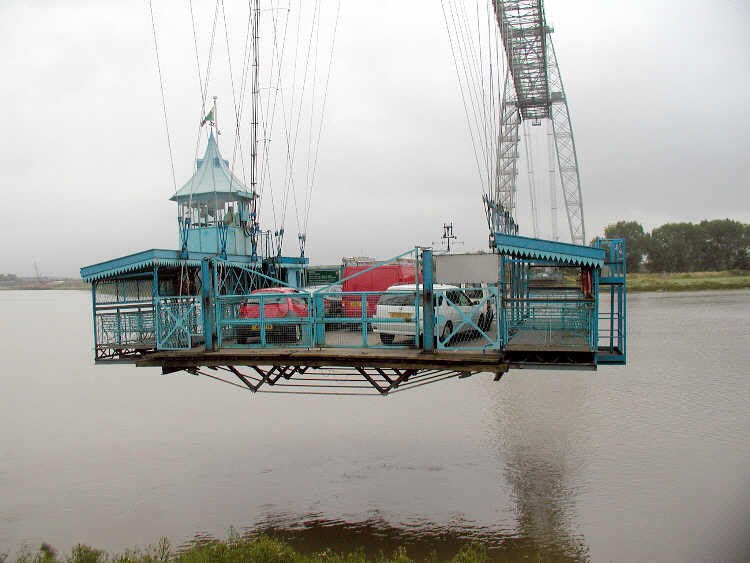
Gondolen i Hängfärjan i Newport i Storbritannien
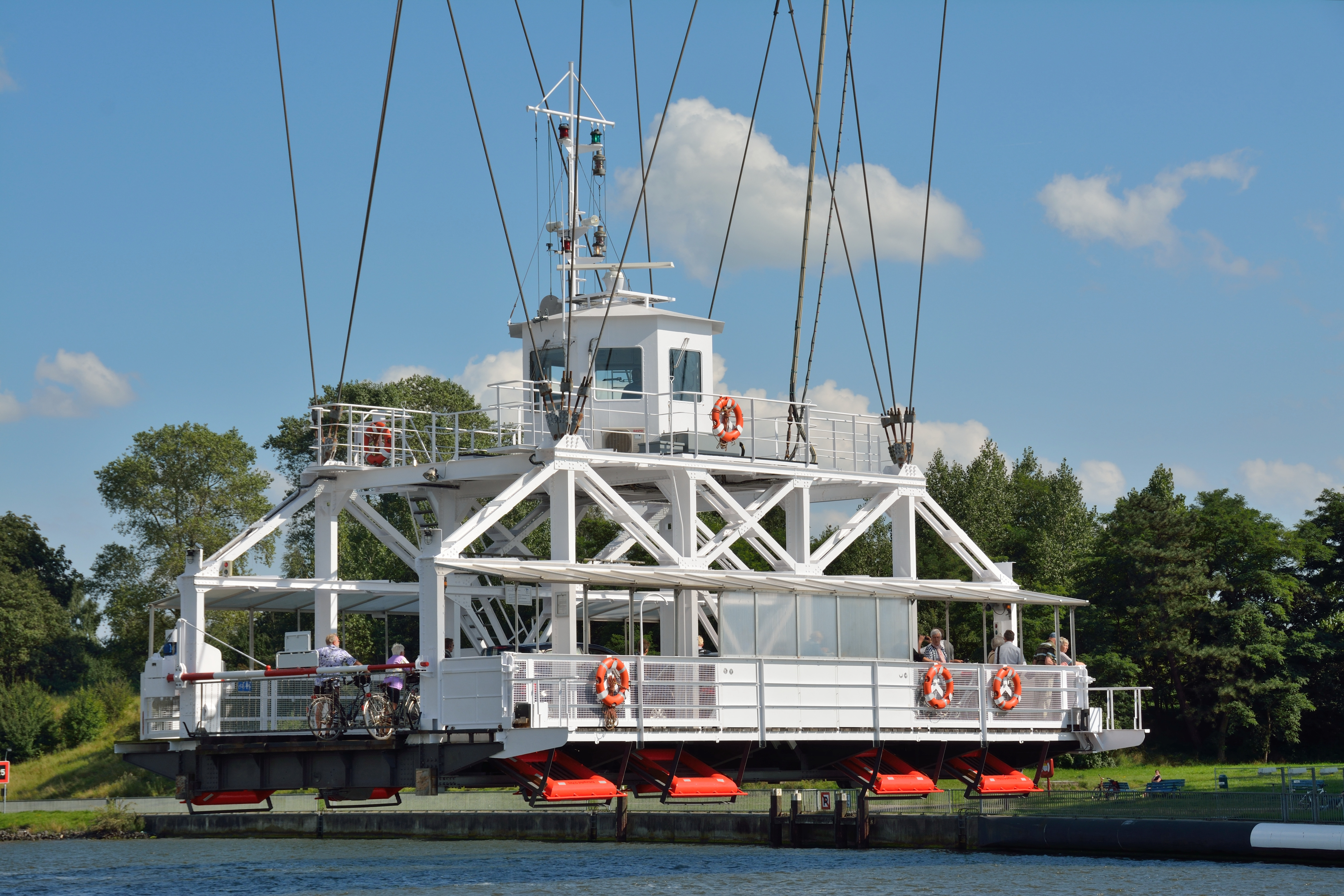
Gondolen i Hängfärjan i Rendsburg i Tyskland
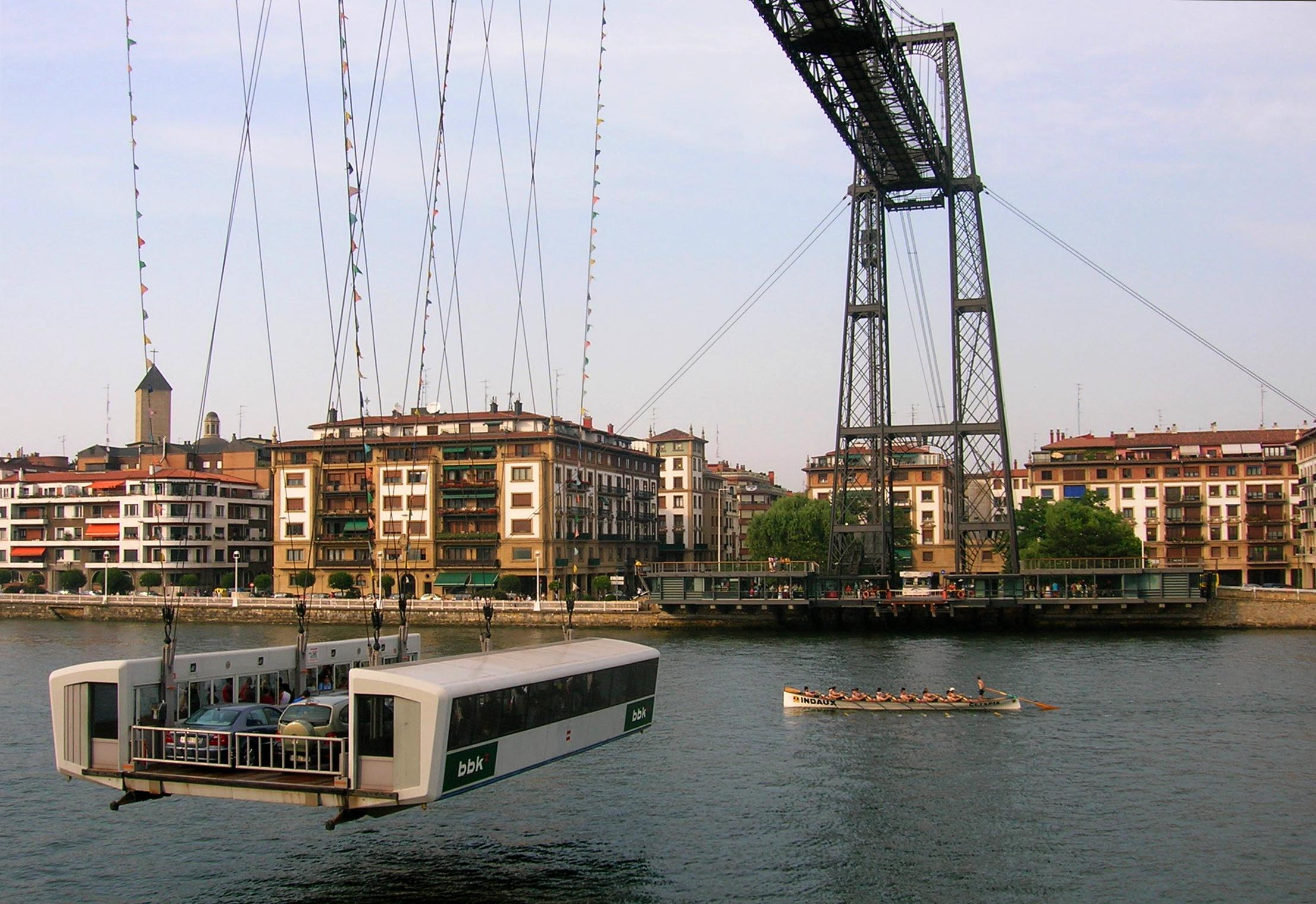
Gondolen i Biscayabron i Spanien
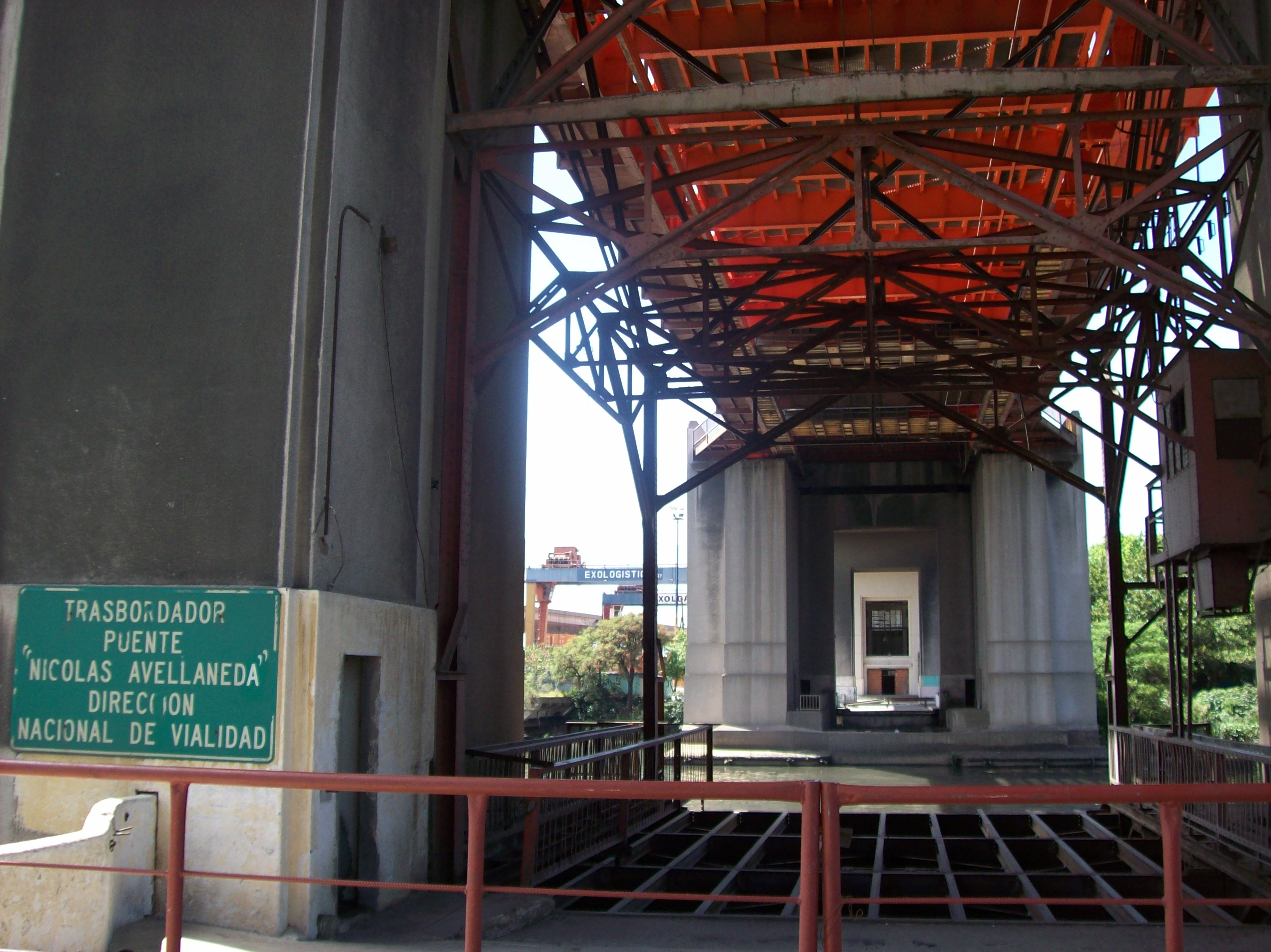
Gondolen i Nicolás Avellanadabron i Argentina i parkerat läge
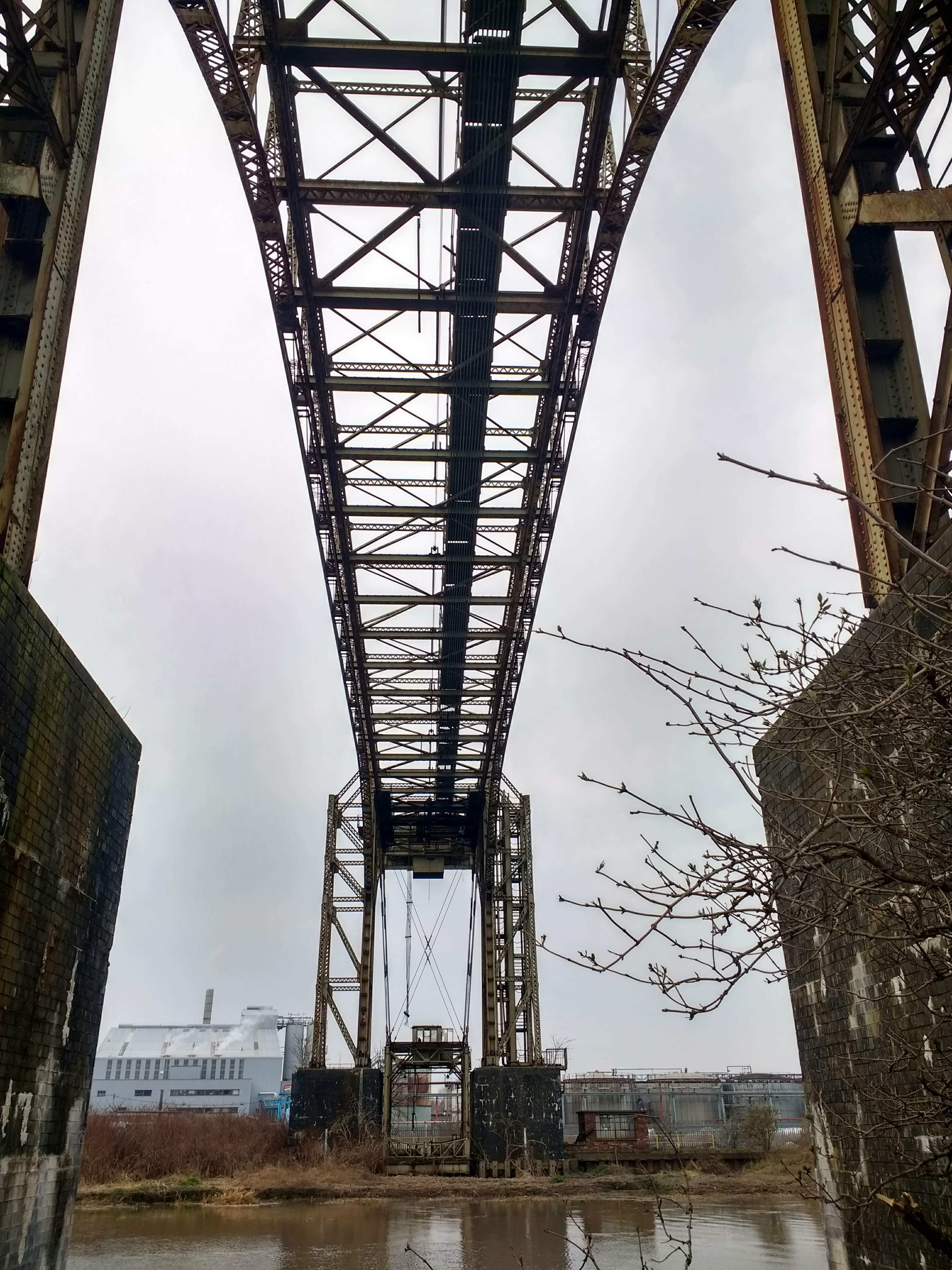
Gondolen i Hängfärjan i Warrington, 2019